# Сурдопсихология
Сурдопсихоло́гия (лат. surdus — глухой) — раздел специальной психологии, изучающий закономерности психического развития детей и взрослых с нарушениями слуха, а также изучающий возможности коррекции слуха в условиях специального обучения и воспитания.

## Объект и предмет сурдопсихологии

### Объект
Люди с нарушенным слухом.

### Предмет
Т. Г. Богданова называет предметом сурдопсихологии изучение своеобразия психического развития людей с недостатками слуховой функции и установление возможностей и путей компенсаций нарушений различной сложности.

## Задачи сурдопсихологии
- Выявить общие и специфические закономерности психического развития людей с нарушенным слухом по сравнению с людьми, имеющими сохранный слух;
- изучить особенности развития отдельных видов познавательной деятельности людей с нарушенным слухом;
- изучить закономерности развития личности людей с нарушенным слухом;
- разработать методы диагностики и психологической коррекции нарушений психического развития детей с нарушенным слухом;
- дать психологическое обоснование наиболее эффективных путей и способов педагогического воздействия на людей с нарушенным слухом, изучить психологические проблемы интеграции людей с нарушенным слухом в общество, в частности проблемы интегрированного обучения.

## Методы сурдопсихологии
Сурдопсихология заимствует методы из общей психологии и модифицирует их с учётом своих потребностей. К методам относятся: наблюдение, психологический эксперимент, анализ продуктов деятельности, тестирование, беседа, анкетирование.

## История сурдопсихологии
В отличие от значительного количества экспериментальных клинико-психолого-педагогических исследований умственно отсталых детей, написанных в конце XIX века и начале XX века, среди которых были большие фундаментальные работы, исследований, посвящённых изучению глухонемых детей, было значительно меньше. Ни одного фундаментального труда, посвящённого клинико-психолого-педагогическому исследованию глухонемых, не было написано в этот период. Это связано как со спецификой нарушения, так и с историей становления помощи глухонемым в России. В отличие от других категорий детей с отклонениями педагогическая помощь глухонемым детям велась уже с начала XIX века. Были разработаны многочисленные методы педагогической работы с этой категорией детей. Был подготовлен целый ряд трудов и учебных пособий по их воспитанию и обучению. Сурдопедагогика была самой развитой из специальных педагогик в России в начале XX века. В отличие от разработанности собственно педагогических методов воздействия на глухонемых, проблема изучения глухонемых детей была разработана крайне мало. Имелось лишь несколько значительных экспериментально-психологических исследований глухонемых детей и несколько клинико-педагогических исследований.
Одним из первых экспериментально-педагогических исследований глухонемых детей является работа А. В. Владимирского «Умственная работоспособность в разные часы школьного дня. Экспериментальное исследование над воспитанниками Санкт-Петербургского училища глухонемых». А. В. Владимирский был известным врачом и дефектологом, активно вовлечённым в педологические исследования начала века. С 1908 года он работал в Психоневрологическом институте под руководством В. М. Бехтерева.
Позднее он руководил организованной при этом институте вспомогательной школой. В исследовании автор приводит сопоставление различных категорий испытуемых — глухих и слышащих, мальчиков и девочек, детей разного возраста, их же, но поставленных в различные условия, изучаемых в различных звеньях их деятельности. Подобные модификации в экспериментах позволяют исследователю выяснить воздействие различных факторов на ход и результаты изучаемого процесса.
Важными выводами исследования являются следующие. Удалось по различным показателям охарактеризовать особенности работоспособности глухонемых детей в различные части дня, показана неравномерность колебаний различных сторон их деятельности на протяжении учебного времени за день, выяснено влияние переключения с учебной на трудовую деятельность. Основным выводом является отставание глухонемых от слышащих в умственной работоспособности. Исследование показало, что им значительно труднее сосредоточиться. В исследовании показано, что данные особенности умственной работоспособности глухонемых постепенно сглаживаются в процессе обучения. Исследование А. В. Владимирского имеет большое значение, поскольку в нём собран и систематизирован большой фактический материал. До этого исследования, умственная работоспособность глухонемых не изучалась экспериментально. Обращает на себя внимание использование в исследовании метода сравнения нормально развивающихся детей и глухонемых. Работа является важной и характерной, поскольку показывает возможности усовершенствования воспитания, которых можно достичь при учёте психологических особенностей глухонемых. А для этого необходимы многочисленные исследования в этом направлении.
Новаторской является работа А. Н. Поросятникова «Сравнительное исследование зрительных восприятий и способности запоминания у слышащих и глухонемых детей школьного возраста» (1910). В своём исследовании автор отмечает неразработанность проблемы изучения психического развития глухонемых. По его мнению, данная проблема является неразработанной незаслуженно, поскольку представляет значительный интерес для педагогов, психологов и врачей. «Насколько мне известно, исследование душевной жизни глухонемых ещё почти совершенно не производилось. Между тем как показывает настоящая работа, есть много интересного в этой области не только для специалистов педагогов глухонемых, но и для психологов и для врачей. Поэтому автор этого исследования почёл бы себя в высшей степени удовлетворённым, если бы его работа дала толчок к проверке ея путём проверочных исследований с применением тех же или других более совершенных методов, или напомнила бы тем, кому близки интересы педагогики глухонемых и вообще науки об этой очень мало исследованной области — душевной жизни глухонемых».
Как и А. В. Владимирский, А. Н. Поросятников использует метод сравнения нормально развивающихся детей и глухонемых. В исследовании принимали участие 227 слышащих и 196 глухонемых учеников разных возрастов и полов. Использовались два метода: «воспроизведения» и «воспризнания». Первый метод заключался в том, что испытуемым показывалось то, что должно быть воспринято зрением, а после этого воспринятое должно было быть воспроизведено письменно. Во втором методе воспринятое зрительно испытуемый должен был узнать среди сходных предметов. Наглядный материал состоял из таблицы с нарисованными на ней 12 буквами и таблицы с нарисованными на ней геометрическими фигурами. В результате исследования автор приходит к следующим выводам. Зрительное восприятие глухонемых, будучи по объёму одинаково с таковым же у слышащих, по содержанию, определяющему его качество, стоит значительно ниже; плохое качество зрительного восприятия глухонемых сказывается в меньшей его точности, определённости содержания и разнообразности этого последнего у разных лиц; у глухонемых преобладает моторная память.
Автор рекомендует следить за развитием зрительного восприятия глухонемых в учебных заведениях и развивать его как важное компенсаторное средство. Работу А. Н. Поросятникова поддержали и признали значительной ведущие сурдопедагоги того времени: Н. М. Лаговский, Ф. А. Рау и другие сурдопедагоги и отоларингологи, присутствовавшие на Всероссийском съезде по воспитанию, обучению и призрению глухонемых, где были доложены результаты исследования А. Н. Поросятникова.
Развитие сурдопсихологии в советский период определил целый ряд фундаментальных работ. Среди них: Соловьёв И. М. «Психология познавательной деятельности нормальных и аномальных детей. Сравнение и познание отношений объектов»; Гольдберг А. М. «Формирование письменной речи у младших глухих школьников»; Шиф Ж. И.  «Усвоение языка и развитие мышления у глухих детей»; Костанян А. О. «Роль слухового восприятия в развитии двигательных способностей у школьников»; Розанова Т. В.  «Развитие памяти и мышления глухих детей»; Катаева — Венгер А. А. «Сенсорное развитие и сенсорное воспитание аномальных детей дошкольного возраста (глухих, слабослышащих, умственно отсталых)»; Гозова А. П.  «Психология трудового обучения глухих»; Букун Н. И. «Психофизиологические основы повышения эффективности трудовой деятельности глухих и слабослышащих»; Тигранова Л. И. «Развитие мышления слабослышащих детей».